# Notolomatia mozambica
Notolomatia mozambica är en tvåvingeart som först beskrevs av Hesse 1956.  Notolomatia mozambica ingår i släktet Notolomatia och familjen svävflugor.
Artens utbredningsområde är Moçambique. Inga underarter finns listade i Catalogue of Life.